# 千葉アートネットワーク・プロジェクト
千葉アートネットワーク・プロジェクト（ちばアートネットワーク・プロジェクト、英語：Work in Chiba Art Network project）は、千葉大学や千葉市美術館、まちづくりNPOなどが主催しているアートプロジェクト。千葉市内を中心に活動を展開している。略称はWiCAN（ウィキャン）。「社会におけるアートの様々な可能性の探求」をテーマとしている。コミュニティアートの実践例である。
2010年に実施した学校の空き教室活用の取り組みは、地元紙である千葉日報の社説において「巨大な資本の投下を必要としない地域再生型アートプロジェクトによる街づくり」の例として紹介された。

## 発足の経緯
千葉大学の研究室と講座（教育学部芸術学研究室と普遍教育科目「文化をつくる」）が共同で実施した「アートプロジェクト検見川送信所2000～2002」が母体である。これに美術館やNPO、商店街などの各種団体が加わる形で、2003年に発足した。

## 歴史
- 2000年：前身であるアートプロジェクト「アートプロジェクト検見川送信所」がスタート
- 2003年：千葉アートネットワーク・プロジェクト（WiCAN）がスタート
- 2005年：千葉市中央区栄町にWiCANアートセンターを設ける
- 2006年：長田謙一が首都大学東京に移籍することに伴い、実行委員長が神野真吾に交代
- 2008年：「～ひらがなアート～チバトリ」（千葉市美術館、WiCANアートセンター／出展作家：会田誠、遠藤一郎、大成哲雄、開発好明、木谷愛、倉重迅、Chim↑Pom、松陰浩之、横湯久美、岡田裕子、木村崇人）開催
- 2010年：「アートからはじまる学校プロジェクト」が開始
- 2011年：アートセンターを閉鎖
- 2012年：『プロジェクトルーム・リノベーションプロジェクト』千葉市美術館一階のフリースペースのリノベーション・プロジェクトに取り組む。
- 2013年：『「アート × 教育 = ?」 プロジェクト』2人のアーティスト（山本高之、岡田裕子）それぞれのチームでリサーチやミーティングを重ねる。
- 2014年：千葉大学サテライトキャンパス美浜に伴い、WiCANは地域のお店をfeaturing（主役に）する「WiCAfe」と、「WiCAN工房」を開く。
- 2015年：原倫太郎＋原游 with WiCAN2015 ≪ファンタスマゴリア―千葉をうつす影―≫の展示。「ファンタスマゴリア カフェ＆トーク」を原倫太郎＋原游さんと一緒に千葉市美術館で開催。団ちば年忘れイベント開催。
- 2016年：団地ちば閉じると共に「団地カフェ～さようなら団ちばspecial～」開催。
- 2017年：「“日常の感度を問う”~千葉を撮ってみえたもの～ワークショップ＆上映会」を映画監督、杉田協士と千葉市美術館講堂で開催。
- 2018年：「アートを祝う『わたし』を演じる ～最初に歌い出すのは誰だ～」を現代美術家の岡田裕子さんによる"カラダアヤトリ"、舞台音楽家の粟津さんによる不思議な合唱"アワヅアワー"、そして舞台演出家の関美能留さんによる全体の進行のサポートで開催。
- 2019年：「一緒につくって一緒に食べて～食を通した共生への試み～」を千葉市美術館、7階、展示室前ロビーにて開催。
- 2020年：「不安読書週間」を千葉市生涯学習センターにて開催。プロジェクトに共に取り組んでいただいたアーティストの米谷健+ジュリアさんのトークも開催。
- 2022年：ワークショップ「(君の中にいる)ヒーロー～a hero(lies in you)～」を山本高之と行う。